# Nançois-sur-Ornain
Pour les articles homonymes, voir Nançois-le-Grand.
Nançois-sur-Ornain est une commune française de 362 habitants, située dans le département de la Meuse, en région Grand Est.
Ses habitants sont appelés les Nançoisiens et les Nançoisiennes.

## Géographie

### Localisation
Nançois-sur-Ornain se trouve dans l'ouest de la Lorraine, au sud du département de la Meuse. Le village est bâti sur la rive droite de l'Ornain.
Les localités les plus proches du village sont Velaines à 1 km, et  Tronville-en-Barrois à 2 km. La ville de Ligny-en-Barrois se trouve au sud-est, à 3 km ; celle de Bar-le-Duc au nord-ouest, à 12 km et Metz à 98 km au nord-est. La grande ville la plus proche est Nancy, à l'est, à 71 km.

### Communes limitrophes
|                      | Salmagne           | Erneville-aux-Bois |
| Tronville-en-Barrois | Nançois-sur-Ornain | Willeroncourt      |
|                      | Velaines           |                    |

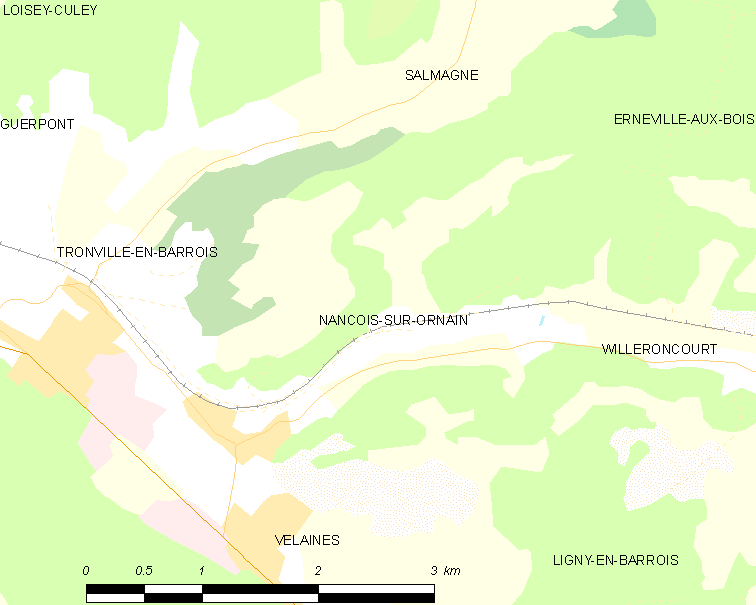
Carte de la commune.
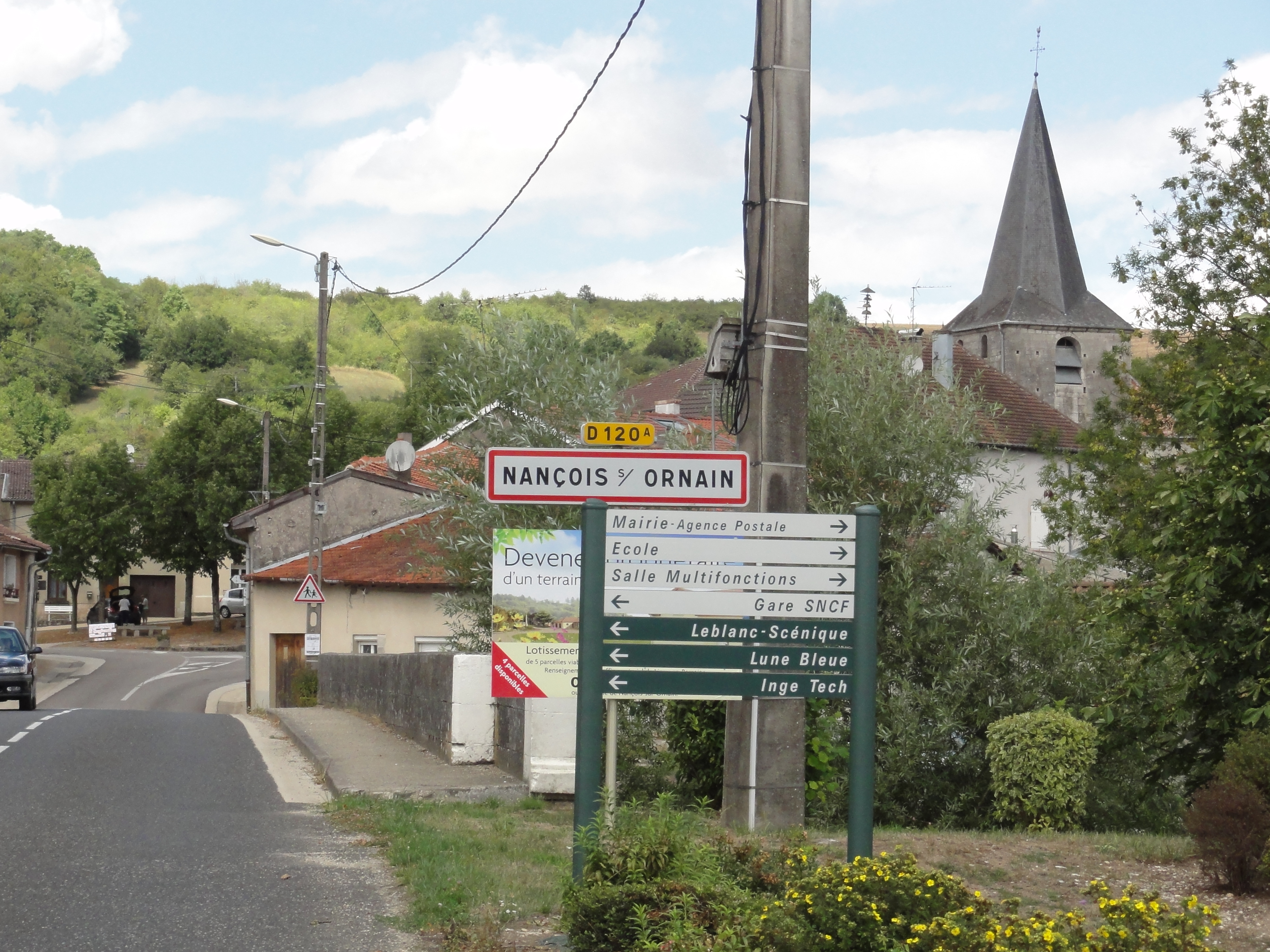
Entrée de l'agglomération.
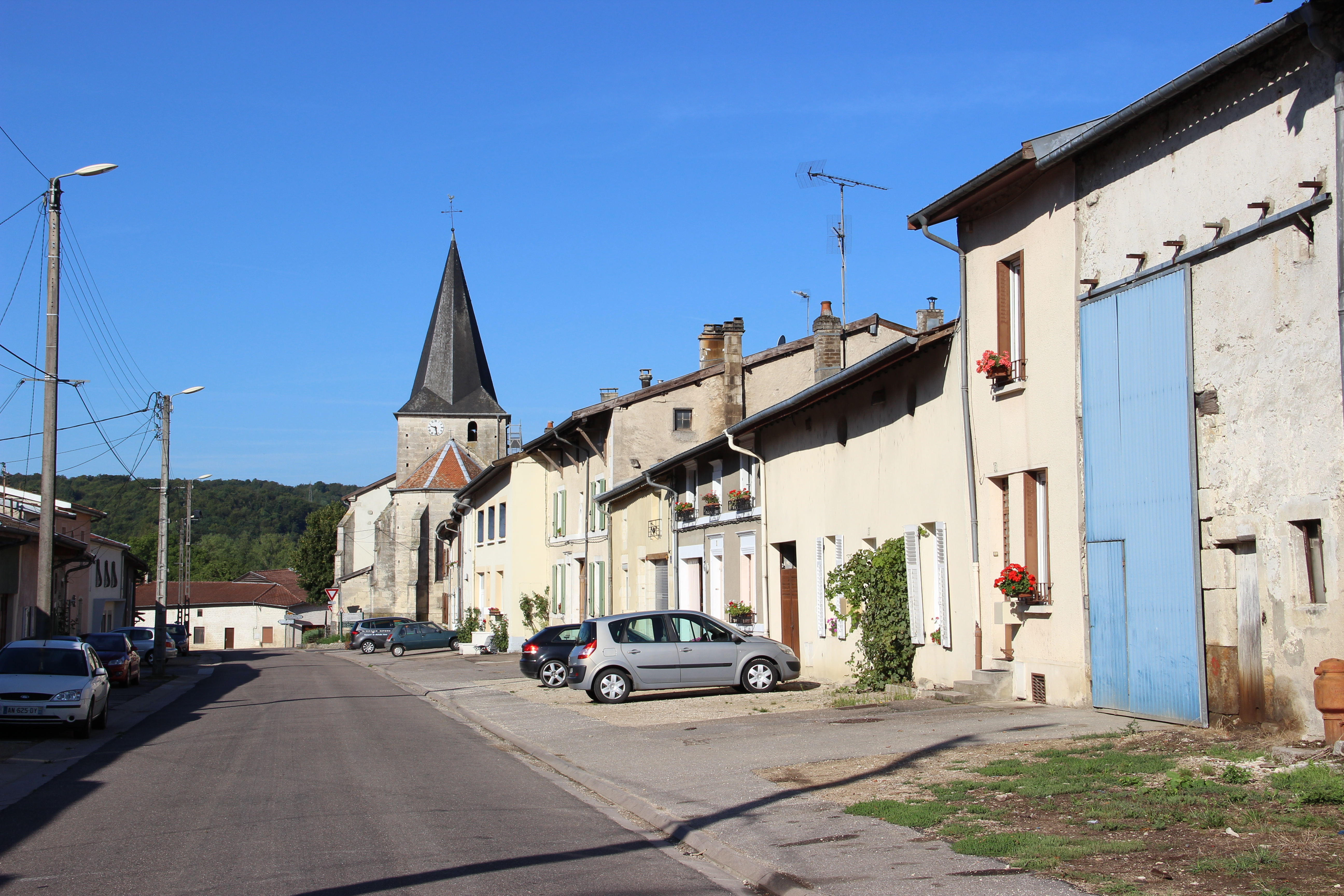
Le centre du village
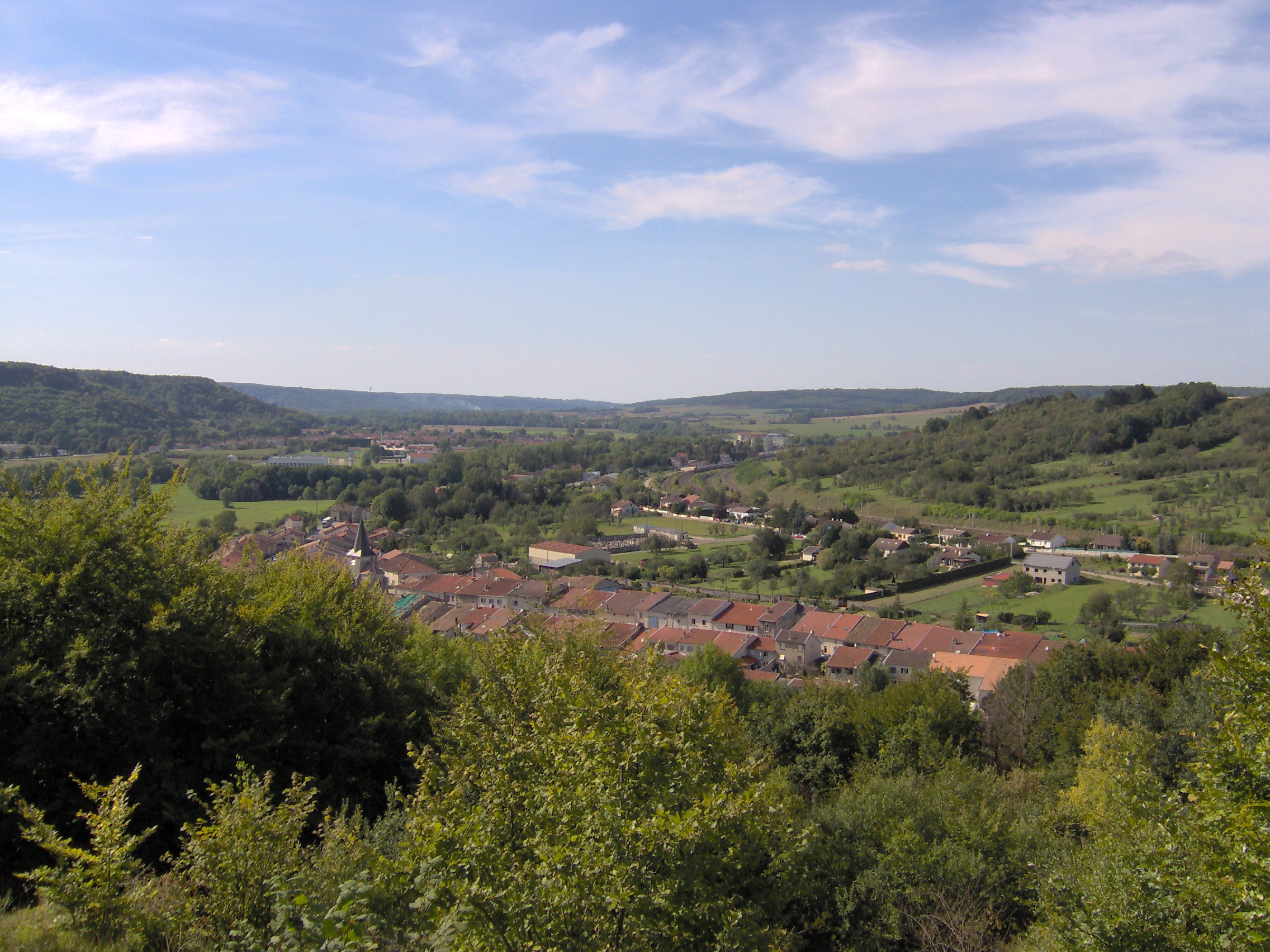
La vallée de l'Ornain vue depuis le belvédère de la Vierge Noire

### Géologie et relief
Hydrogéologie et climatologie : Système d’information pour la gestion des eaux souterraines du bassin Seine-Normandie :
Territoire communal : Occupation du sol (Corinne Land Cover); Cours d'eau (BD Carthage),
Géologie : Carte géologique; Coupes géologiques et techniques,
 Hydrogéologie : Masses d'eau souterraine; BD Lisa; Cartes piézométriques.

### Sismicité
Commune située dans une zone 1 de sismicité très faible.

### Hydrographie
La commune est dans la région hydrographique « la Seine de sa source au confluent de l'Oise (exclu) » au sein du bassin Seine-Normandie. Elle est drainée par l'Ornain, le ruisseau Malval et le Fossé 05 de l'Étang,.
L'Ornain, d'une longueur de 116 km, prend sa source dans la commune de Grand et se jette  dans la Saulx à Étrepy, après avoir traversé 36 communes. Les caractéristiques hydrologiques de l'Ornain sont données par la station hydrologique située sur la commune de Tronville-en-Barrois. Le débit moyen mensuel est de 8,09 m3/s. Le débit moyen journalier maximum est de 93,8 m3/s, atteint lors de la crue du 16 février 1990. Le débit instantané maximal est quant à lui de 101 m3/s, atteint le 15 février 1990.
Le ruisseau Malval, d'une longueur de 10 km, prend sa source dans la commune de Erneville-aux-Bois et se jette  dans l'Ornain sur la commune, après avoir traversé quatre communes. Un lavoir se trouve au bord du Malval.

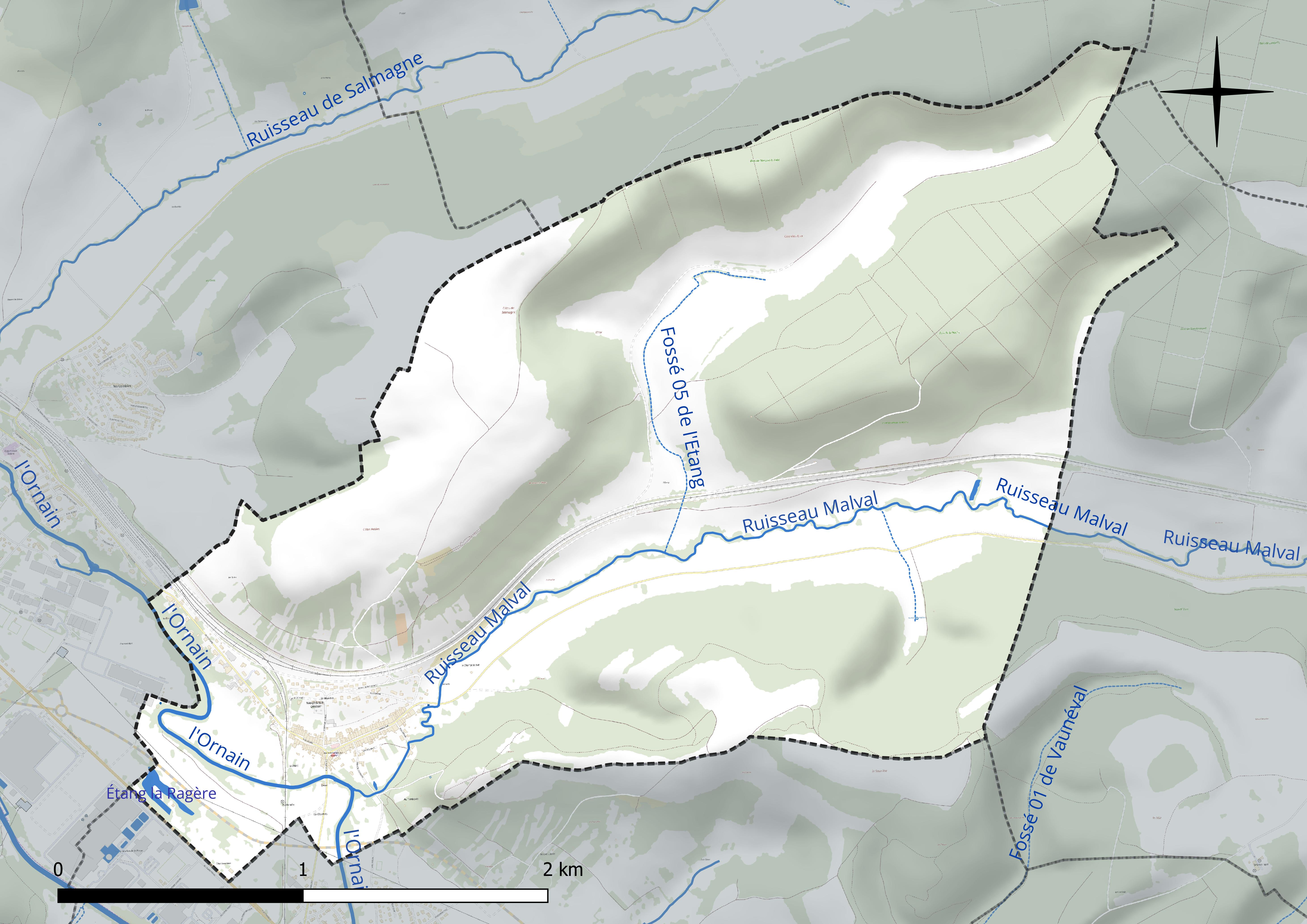
Réseau hydrographique de Nançois-sur-Ornain.

Un plan d'eau complète le réseau hydrographique : l'étang la Ragère, d'une superficie totale de 1,1 ha (1,1 ha sur la commune),.

### Climat
Pour des articles plus généraux, voir Climat du Grand Est et Climat de la Meuse.
En 2010, le climat de la commune est de type climat de montagne, selon une étude du Centre national de la recherche scientifique s'appuyant sur une série de données couvrant la période 1971-2000. En 2020, Météo-France publie une typologie des climats de la France métropolitaine dans laquelle la commune est exposée à un climat océanique altéré et est dans la région climatique  Lorraine, plateau de Langres, Morvan, caractérisée par un hiver rude (1,5 °C), des vents modérés et des brouillards fréquents en automne et hiver.
Pour la période 1971-2000, la température annuelle moyenne est de 10 °C, avec une amplitude thermique annuelle de 15,9 °C. Le cumul annuel moyen de précipitations est de 1 030 mm, avec 13,9 jours de précipitations en janvier et 9,5 jours en juillet. Pour la période 1991-2020, la température moyenne annuelle observée sur la station météorologique de Météo-France la plus proche, « Erneville aux Bois_sapc », sur la commune d'Erneville-aux-Bois à 9 km à vol d'oiseau, est de 9,9 °C et le cumul annuel moyen de précipitations est de 1 021,5 mm. 
La température maximale relevée sur cette station est de 39,4 °C, atteinte le 25 juillet 2019 ; la température minimale est de −24,2 °C, atteinte le 18 février 1956,,.
Les paramètres climatiques de la commune ont été estimés pour le milieu du siècle (2041-2070) selon différents scénarios d'émission de gaz à effet de serre à partir des nouvelles projections climatiques de référence DRIAS-2020. Ils sont consultables sur un site dédié publié par Météo-France en novembre 2022.

### Milieux naturels et biodiversité
Nançois-sur-Ornain partage avec Velaines la zone naturelle d'intérêt écologique, faunistique et floristique (ZNIEFF) des Pelouses de la Vierge Noire. La commune ne contient pas de site naturel du reseau Natura 2000.

### Voies de communication et transports

#### Voies de communication
Le village se trouve à 3 km de la RN 4 menant de Paris à Strasbourg, via Nancy ; et à 1 km de la RN 135 menant de Ligny-en-Barrois à Bar-le-Duc. Il est à l'intersection de la D 120A et de la D 136.

#### Transports
Sur le territoire de la commune, tout près de la localité voisine de Tronville-en-Barrois, se trouve la gare de Nançois-Tronville. Elle est desservie par les trains TER Lorraine qui relient les gares de Nancy-Ville et de Bar-le-Duc.
Les aéroports les plus proches sont, par la route :
- Nancy-Essey, à 85 km ;
- Metz-Nancy-Lorraine, à 108 km ;
- Épinal-Mirecourt, à 109 km.

### Intercommunalité
Commune membre de la Communauté d'agglomération de Bar-le-Duc - Sud Meuse.

## Urbanisme

### Typologie
Au 1er janvier 2024, Nançois-sur-Ornain est catégorisée bourg rural, selon la nouvelle grille communale de densité à sept niveaux définie par l'Insee en 2022.
Elle appartient à l'unité urbaine de Ligny-en-Barrois, une agglomération intra-départementale regroupant quatre  communes, dont elle est une commune de la banlieue,,. Par ailleurs la commune fait partie de l'aire d'attraction de Bar-le-Duc, dont elle est une commune de la couronne,. Cette aire, qui regroupe 86 communes, est catégorisée dans les aires de 50 000 à moins de 200 000 habitants,.

### Occupation des sols
L'occupation des sols de la commune, telle qu'elle ressort de la base de données européenne d’occupation biophysique des sols Corine Land Cover (CLC), est marquée par l'importance des forêts et milieux semi-naturels (49 % en 2018), une proportion identique à celle de 1990 (49 %). La répartition détaillée en 2018 est la suivante : 
forêts (49 %), terres arables (26,3 %), prairies (19,3 %), zones urbanisées (4,1 %), zones agricoles hétérogènes (1,1 %), zones industrielles ou commerciales et réseaux de communication (0,2 %). L'évolution de l’occupation des sols de la commune et de ses infrastructures peut être observée sur les différentes représentations cartographiques du territoire : la carte de Cassini (XVIIIe siècle), la carte d'état-major (1820-1866) et les cartes ou photos aériennes de l'IGN pour la période actuelle (1950 à aujourd'hui).

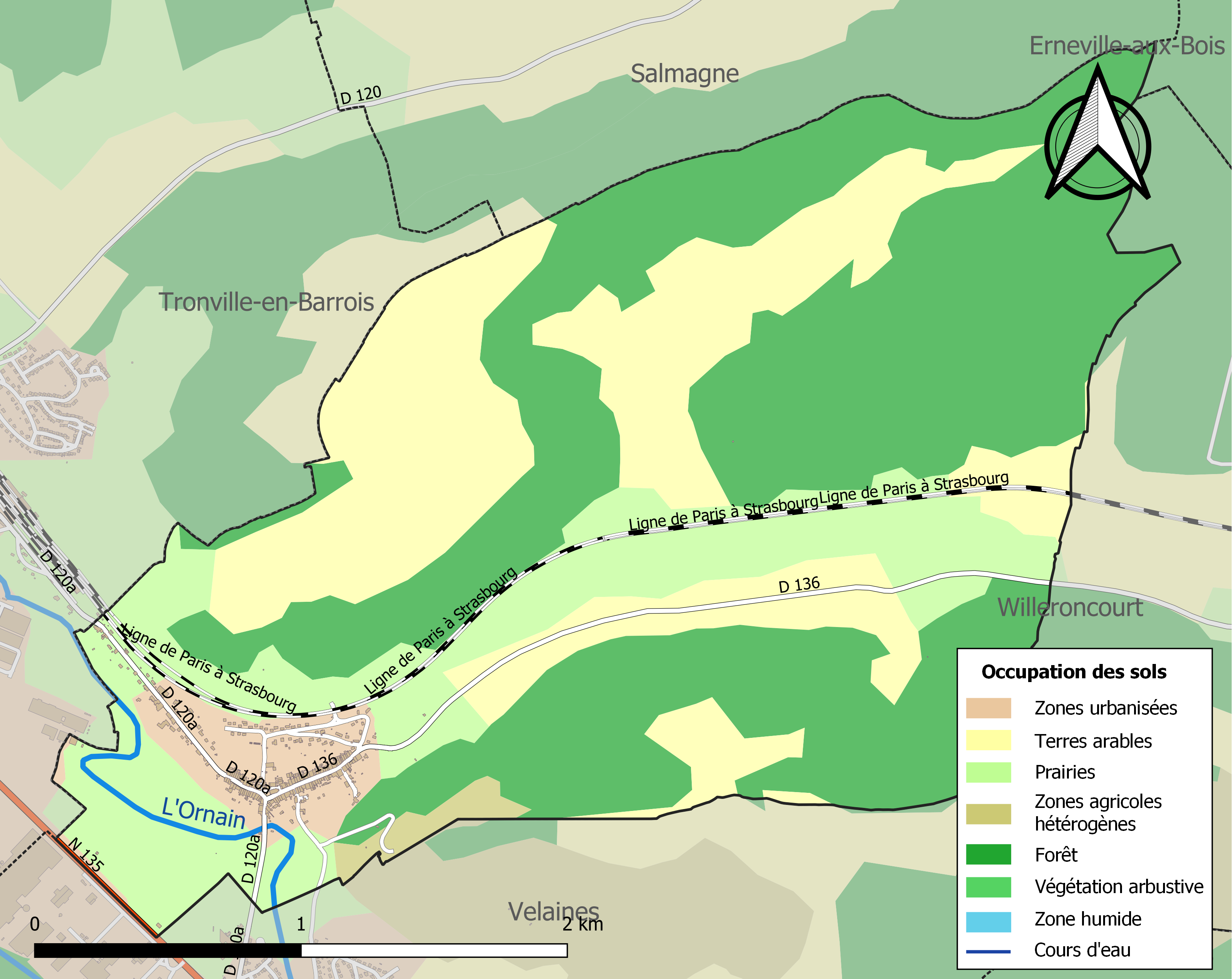
Carte des infrastructures et de l'occupation des sols de la commune en 2018 (CLC).

## Toponymie
Le nom de la localité est mentionné sous les formes Nasitum [in pago Ardornensi] au VIIe siècle ; Nancioris-curtis en 947 ; Nanzeiacum en 1064 ; Nanceiacum en 1106 (bulle de Pascal II) ; Nançois-sur-Orne en 1255 ; Nansetum-supra-Ornan, Nanceium en 1402 ; Nancoy en 1460 ; Nanciacum et Nanceiis en 1756 ; Nançois-sur-Ornain en 1935.
À partir du XVe siècle, les formes anciennes distinguent Nançois-le-Grand (voir ce nom) de  Nançois-le-Petit : Petit-Nansoy en 1495-96 ; Petit-Nançoy en 1579 ; Petit-Nancy en 1700 ; Petit-Nançois et Nansitum-Parvum en 1711,.
Elles attestent en outre d'une contradiction entre les finales en -itum / -etum et celles en -(i)acum. C'est pourquoi Albert Dauzat considère que l’étymologie est obscure. Il exclue un dérivé de nant (fixation toponymique du gaulois nantos « vallée, ravin », puis « torrent ») que l'on trouve par exemple dans Nant-le-Grand (Meuse, Nant 992) et Nant-le-Petit (Meuse, Nantum parvum 1402) et propose sans conviction un latin nassa « nasse » suivi du suffixe collectif -etum, bien que la forme primitive en Nas- soit isolée et en opposition avec les formes suivantes toutes en Nanc- / Nans-.

## Histoire
Le 12 juillet 1544, l'empereur Charles Quint, en route pour le Siège de Saint-Dizier, passe à Nançois-le-Petit (l'actuel Nançois-sur-Ornain) où il rencontre René d'Anjou, duc consort de Lorraine,.
Sous l'Occupation, le village fait partie de la zone interdite. Les Meusiens, qui avaient fui durant l’offensive allemande, lors de l'exode, sont interdits de rentrer chez eux dans un premier temps. Franchir la "frontière" entre la zone interdite et la zone d’occupation peut être puni de lourdes sanctions.
La commune compte 3 Justes parmi les Nations : 
* Charles Gombert, chef adjoint de la gare, rentrant chez lui à bicyclette, le 27 mars 1944, voit passer un train venant du camp de Drancy en direction des camps de la mort. Huit déportés sautent en marche. Six sont tués ou repris. Deux parviennent à s'échapper, Henri Sendrowicz et Serge Gribe. Gombert les rejoint, les héberge durant une quinzaine de jours mais n'arrive pas à leur procurer de faux papiers. Connaissant bien le système ferroviaire, il les conduit à Bar-le-Duc, où il les fait monter dans un train de soldats allemands rentrant de permission, ce qui va leur éviter tout contrôle. Ils gagnent ainsi un lieu sûr et échappent à une mort cruelle. Le 30 septembre 1977, Charles Gombert est nommé « Juste parmi les nations » par l'association Yad Vashem,.
* Gabriel Philbert et Simone Philbert, en novembre et décembre 1943, ont caché pendant 5 semaines Félix Goldschmidt, qui était blessé et évadé d'un transport à Auschwitz, puis ils l'ont aidé à gagner Dijon puis Aix-les-Bains et à franchir la frontière suisse, sauvant ainsi sa vie. Le 11 novembre 2007 Gabriel et Simone Philbert sont nommés « Justes parmi les nations » par l'association Yad Vashem à titre posthume,.
La collectivité territoriale "Commune de Nançois-sur-Ornain" a été créée le 1er janvier 1980.

## Politique et administration

### Budget et fiscalité 2021

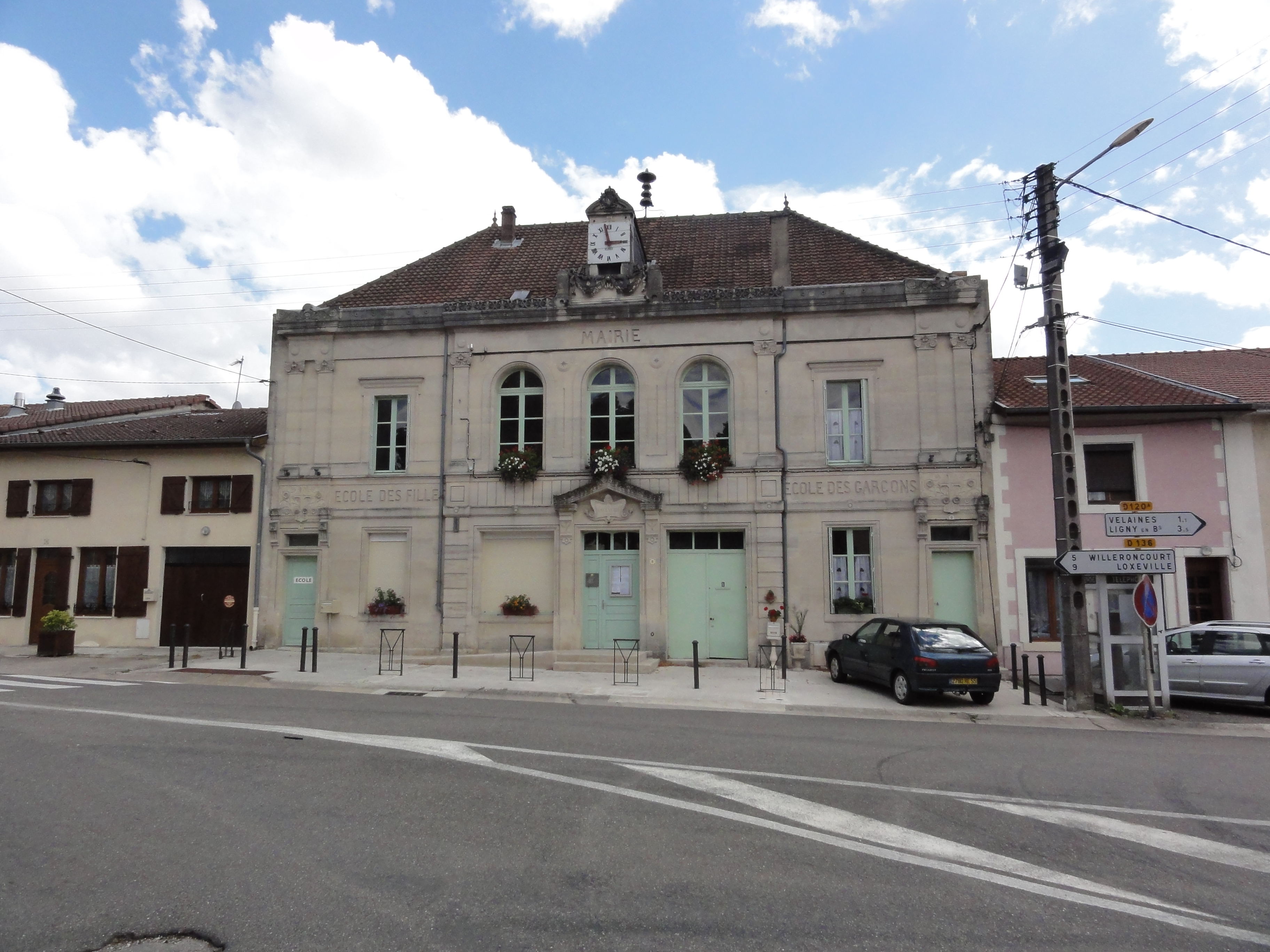
Mairie.

En 2021, le budget de la commune était constitué ainsi :
- total des produits de fonctionnement : 185 000 €, soit 475 € par habitant ;
- total des charges de fonctionnement : 166 000 €, soit 426 € par habitant ;
- total des ressources d'investissement : 931 000 €, soit 2 388 € par habitant ;
- total des emplois d'investissement : 429 000 €, soit 1 099 € par habitant ;
- endettement : 364 000 €, soit 934 € par habitant.

Avec les taux de fiscalité suivants :
- taxe d'habitation : 6,66 % ;
- taxe foncière sur les propriétés bâties : 43,23 % ;
- taxe foncière sur les propriétés non bâties : 12,97 % ;
- taxe additionnelle à la taxe foncière sur les propriétés non bâties : 0,00 % ;
- cotisation foncière des entreprises : 0,00 %.

Chiffres clés Revenus et pauvreté des ménages en 2020 : médiane en 2020 du revenu disponible, par unité de consommation : 22 350 €.

### Liste des maires
| Période                                  | Période                   | Identité                                      | Étiquette | Qualité           |
| ---------------------------------------- | ------------------------- | --------------------------------------------- | --------- | ----------------- |
| Les données manquantes sont à compléter. |                           |                                               |           |                   |
| mars 2001                                | mars 2014                 | Gérard Mathieu                                |           |                   |
| mars 2014                                | En cours (au 23 mai 2020) | Sylvain Gillet Réélu pour le mandat 2020-2026 |           | Chef d'entreprise |

## Population et société

### Démographie

#### Évolution démographique
L'évolution du nombre d'habitants est connue à travers les recensements de la population effectués dans la commune depuis 1793. Pour les communes de moins de 10 000 habitants, une enquête de recensement portant sur toute la population est réalisée tous les cinq ans, les populations de référence des années intermédiaires étant quant à elles estimées par interpolation ou extrapolation. Pour la commune, le premier recensement exhaustif entrant dans le cadre du nouveau dispositif a été réalisé en 2005.

En 2022, la commune comptait 362 habitants, en évolution de −6,22 % par rapport à 2016 (Meuse : −4,4 %, France hors Mayotte : +2,11 %).
| 1793 | 1800 | 1806 | 1821 | 1831 | 1836 | 1841 | 1846 | 1851 |
| ---- | ---- | ---- | ---- | ---- | ---- | ---- | ---- | ---- |
| 496  | 530  | 506  | 472  | 517  | 482  | 479  | 489  | 538  |

| 1856 | 1861 | 1866 | 1872 | 1876 | 1881 | 1886 | 1891 | 1896 |
| ---- | ---- | ---- | ---- | ---- | ---- | ---- | ---- | ---- |
| 475  | 479  | 469  | 443  | 473  | 465  | 436  | 442  | 488  |

| 1901 | 1906 | 1911 | 1921 | 1926 | 1931 | 1936 | 1946 | 1954 |
| ---- | ---- | ---- | ---- | ---- | ---- | ---- | ---- | ---- |
| 471  | 456  | 471  | 515  | 500  | 489  | 404  | 367  | 377  |

| 1962 | 1968 | 1975 | 1982 | 1990 | 1999 | 2005 | 2006 | 2010 |
| ---- | ---- | ---- | ---- | ---- | ---- | ---- | ---- | ---- |
| 412  | 400  | 472  | 454  | 445  | 421  | 382  | 375  | 388  |

| 2015 | 2020 | 2022 | - | - | - | - | - | - |
| ---- | ---- | ---- | - | - | - | - | - | - |
| 389  | 367  | 362  | - | - | - | - | - | - |

### Enseignement
La commune gère une école publique (maternelle et primaire), qui dépend de l'académie de Nancy-Metz.

### Santé
Professionnels et établissements de santé :
- Médecins à Tronville-en-Barrois, Ligny-en-Barrois, Longeville-en-Barrois, Stainville, Bar-le-Duc,
- Pharmacies à Tronville-en-Barrois, Ligny-en-Barrois, Longeville-en-Barrois, Bar-le-Duc, Tréveray,
- Hôpitaux à Bar-le-Duc, Commercy, Saint-Dizier.

### Cultes
- Culte catholique, Paroisse Bienheureux Nicolas de L’ornain[42], Diocèse de Verdun.

## Économie

### Entreprises et commerces

#### Agriculture
- Culture de céréales, de légumineuses et de graines oléagineuses.
- Culture et élevage associés

#### Tourisme
- Hébergements et restauration à Culey, Givrauval, Longeaux, Malaumont[43],...

#### Commerces
- Commerces et services.

## Culture locale et patrimoine

### Lieux et monuments

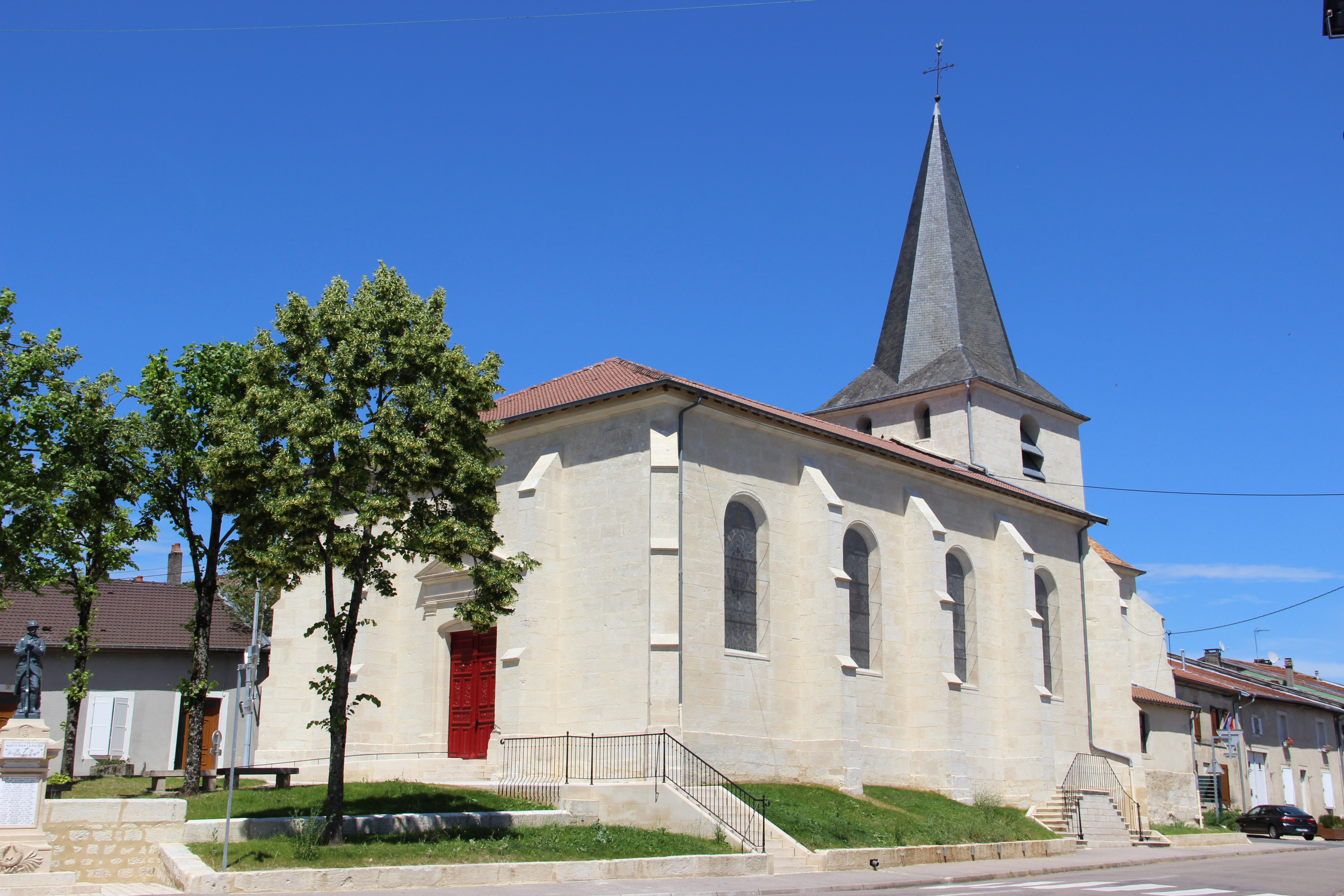
L'église Saint-Rémi.
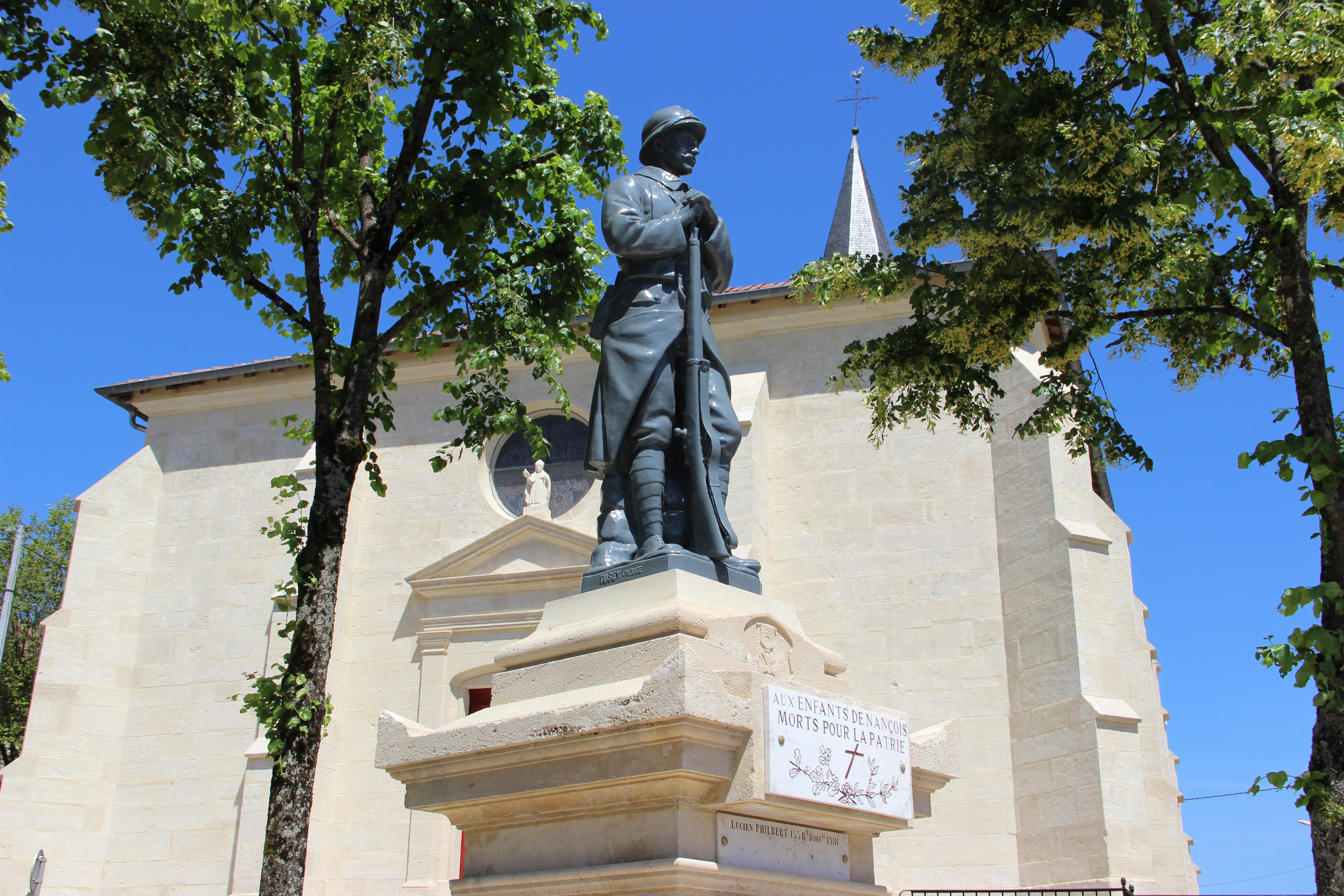
Le monument aux morts.
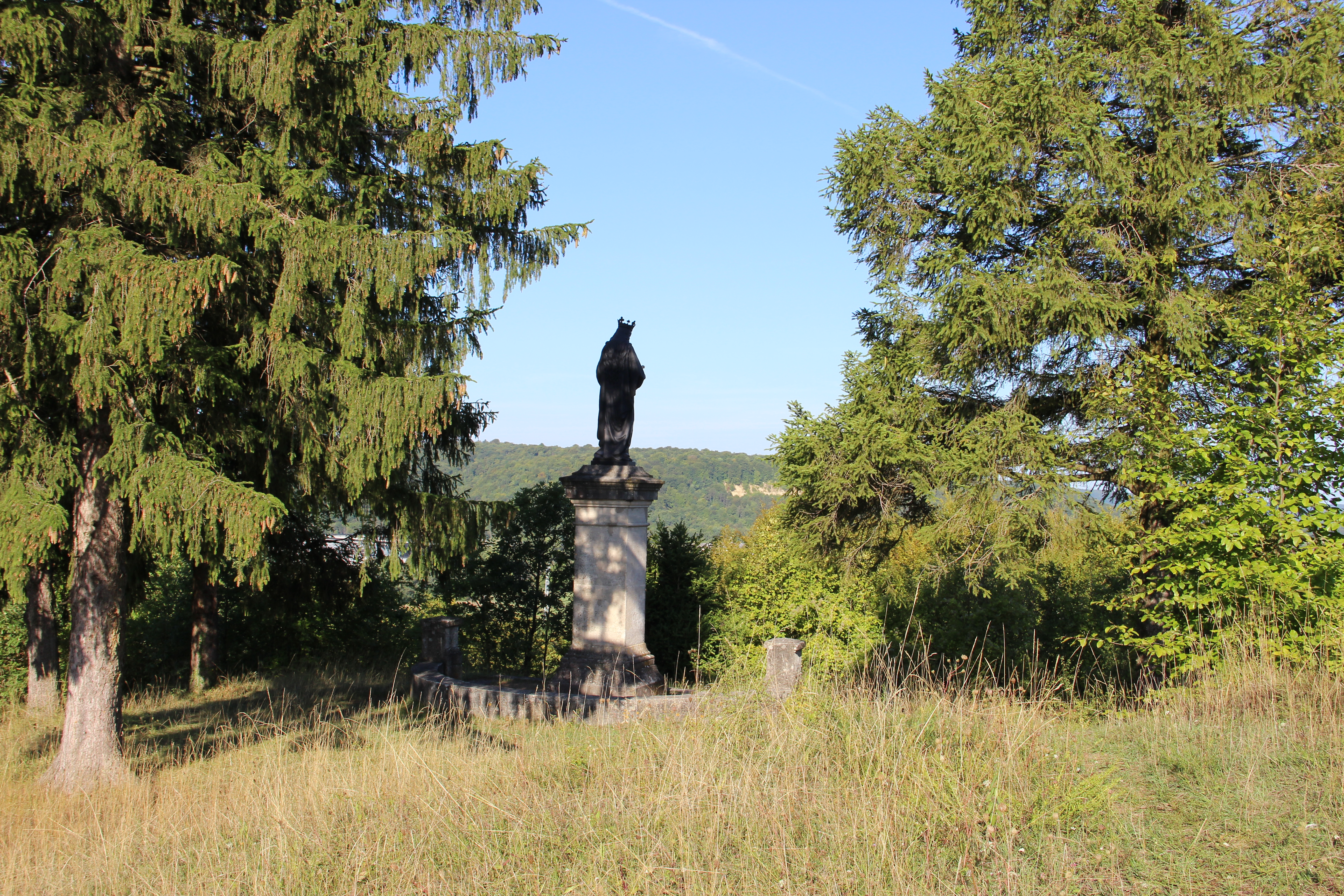
Belvédère de la Vierge noire.
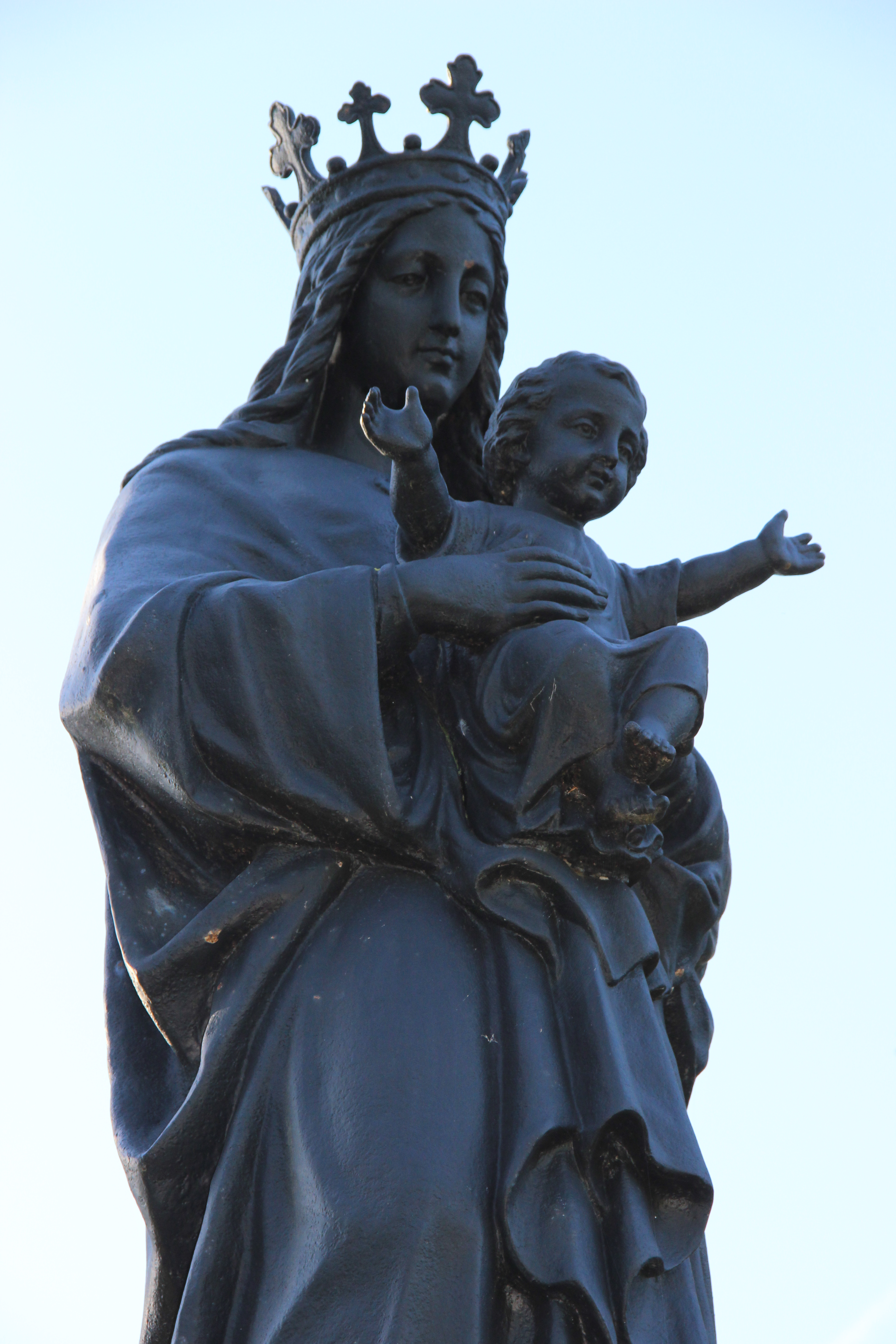
La Vierge noire.
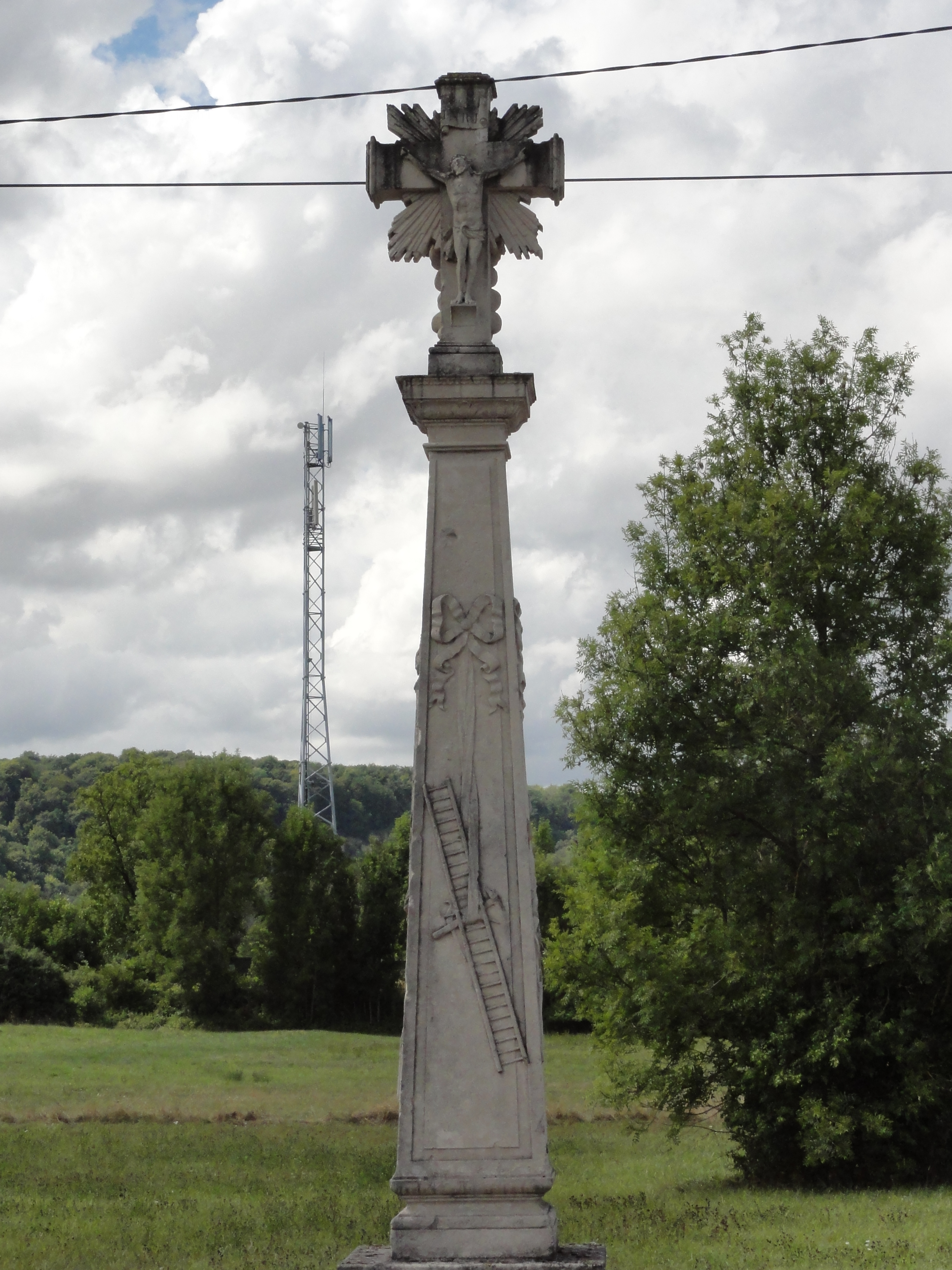
Croix de chemin.

- L'église Saint-Rémi de style néo-Renaissance comprenant un fronton triangulaire surmonté d'un œil-de-bœuf[44],[45] Elle a été entièrement restaurée en 2015-2016.

Grand orgue.
Statue : Vierge de Calvaire.
deux statues : Saint Nicolas et Saint Rémi.
- Monuments commémoratifs :

Monument aux morts : Conflits commémorés : Guerres 1914-1918 - 1939-1945.
Le monument aux morts « À la mémoire des agents de la SNCF tués par faits de guerre - 1939-1945 ».
- La statue de Notre-Dame-de-Châtillon, dite « la Vierge noire »[51], représente une Vierge couronnée tenant dans ses bras l'Enfant Jésus.

En 1904, dans le contexte des relations tendues entre le gouvernement d'Émile Combes et le Vatican, la procession en l'honneur de Notre-Dame-des-Vertus est interdite à Ligny-en-Barrois, par arrêté municipal. C'est alors que les habitants de Nançois et des communes environnantes souscrivent pour la création d'une statue en fonte de Notre-Dame-de-Châtillon. L'église de Châtillon-sur-Broué, distante d'une soixantaine de kilomètres, contenait une Vierge à l'Enfant du XVIe siècle, aujourd'hui disparue. Haute de 2,50 mètres, la statue de Nançois est coulée dans les ateliers Salins, à Écurey-en-Verdunois. Le site devient un lieu de pèlerinage. Ce belvédère, d'où l'on peut voir tout le village, domine de 70 mètres la vallée de l'Ornain.
- Croix de chemin au Christ rayonnant et avec les symboles de la Passion[54].
- Lavoir[55].

### Personnalités liées à la commune
- Pierre Ancher (1893-1918), instituteur et poète, son nom est inscrit au Panthéon dans la liste des 560 écrivains morts pour la France.